# J’aime la vie
J’aime la vie – francuskojęzyczny singel belgijskiej wokalistki Sandry Kim wydany w 1986 roku i umieszczony na albumie o tym samym tytule. Utwór został napisany przez Jeana Paula Furnémonta i Angelo Crisci, a tekst – przez Rosario Marino.

## Historia utworu

### Teledysk
Teledysk przedstawia Kim podczas m.in. zajęć wychowania fizycznego w szkole, czy ćwiczeń choreografii w sali tanecznej. Po ponad 25 latach teledysk został zrekonstruowany scena po scenie i wykorzystany jako reklama handlowa firmy Delta Lloyd.

### Konkurs Piosenki Eurowizji
W 1986 roku utwór reprezentował Belgię podczas 31. Konkursu Piosenki Eurowizji. Propozycja zdobyła 176 punktów, dzięki czemu zajęła 1. miejsce. Tekst utworu sugerował, że wokalistka miała 15 lat, czyli 2 lata więcej, niż w rzeczywistości. Informacja wywołała kontrowersje, a organizator festiwalu - Europejska Unia Nadawców – wprowadził nowy zapis do regulaminu, zabraniający występom w konkursie osobom poniżej 16 roku życia. 
Po konkursie Kim wydała jeszcze dwie wersję językowe piosenki: angielską i włoską.

## Notowania na listach przebojów
| Notowanie (1986)          | Najwyższa pozycja |
| ------------------------- | ----------------- |
| Austrian Singles Chart    | 6                 |
| Dutch Mega Top 100        | 2                 |
| French SNEP Singles Chart | 21                |
| German Singles Chart      | 50                |
| Swedish Singles Chart     | 15                |
| Swiss Singles Chart       | 29                |